# 伊薩瓦爾省
伊薩瓦爾省 （Departamento de Izabal）是瓜地馬拉的一個省，位於該國最東部，又是該國唯一面對加勒比海的省份。該省擁有瓜地馬拉最大的湖泊伊薩瓦爾湖。
面積9,038平方公里，2002年人口314,306人。首府巴里奧斯港。
下分5市。